# Peniche
Peniche es un municipio portugués en la comunidad intermunicipal del Oeste y a la región Oeste e Vale do Tejo. Forma parte del "Turismo do Centro" perteneciente a la histórica provincia de Estremadura.
Geográficamente se sitúa en la Península de Peniche, rodeada por el Océano Atlántico. El municipio tiene 77,41 km² de área y 26 431 habitantes, subdividido en cuatro freguesias. Peniche es la población más occidental de Europa Continental.

## Geografía
Es sede de un pequeño municipio con 77,41 km² de área y 26 431 habitantes (2021), subdividido en 6 freguesias. El municipio está limitado al este por el municipio de Óbidos, al sur por la Lourinhã y tiene costa en el océano Atlántico al oeste y al norte. En él se sitúa el cabo Carvoeiro, así como el archipiélago de las Berlengas.
Peniche tiene playas extensas al norte y al sur de la península. La playa norte se prolonga, más allá de Baleal, unos tres kilómetros, en una extensión de cerca de 9 kilómetros hasta Foz do Arelho.

### Clima
Peniche tiene un microclima respecto al resto de Portugal. Su situación bordeado prácticamente por el Océano Atlántico determina que la temperatura no tenga amplias oscilaciones térmicas, por lo que escapa a los calurosos veranos portugueses, con unas máximas hasta 20 °C más bajas que en el interior. Otro factor determinante del clima de Peniche es el viento, que sopla con intensidad durante todo el año. Los inviernos son muy lluviosos. Este clima es considerado Oceánico mediterráneo Csb según la clasificación climática de Köppen-Geiger. La temperatura promedio en Peniche es 15.3 °C y la precipitación es de 634 mm al año.

## Historia
La ciudad está en parte rodeada por la muralla del siglo XIX. En el lado sur a orillas del mar, se puede divisar la fortaleza llamada Plaza Fuerte de Peniche (Praça-forte de Peniche) del siglo XIX, empleada como prisión durante el régimen de Salazar. Se hizo famosa por la fuga del líder comunista Álvaro Cunhal. El municipio fue elevado a vila en 1609 y a ciudad el 1 de febrero de 1988.
A partir de los años 70 la ciudad empezó a tomarse como referente para los practicantes del surf, por la calidad de sus olas y su gran extensión. Actualmente forma parte de todos los grandes circuitos de surf.

## Demografía
| Gráfica de evolución demográfica de Peniche entre 1864 y 2021 |
|                                                               |
| Datos según el nomenclátor publicado por el INE portugués.    |

## Freguesias
Las freguesias de Peniche son las siguientes:
- Atouguia da Baleia
- Ferrel
- Peniche
- Serra d'El-Rei

## Deportes
Peniche es conocido internacionalmente por las condiciones excepcionales que se dan para la práctica de deportes acuáticos como el surf, bodyboard y buceo. La playa de supertubos es sede de numerosos eventos internacionales relacionados con estas modalidades.
Peniche también cuenta con un equipo de fútbol: Grupo Desportivo Peniche.

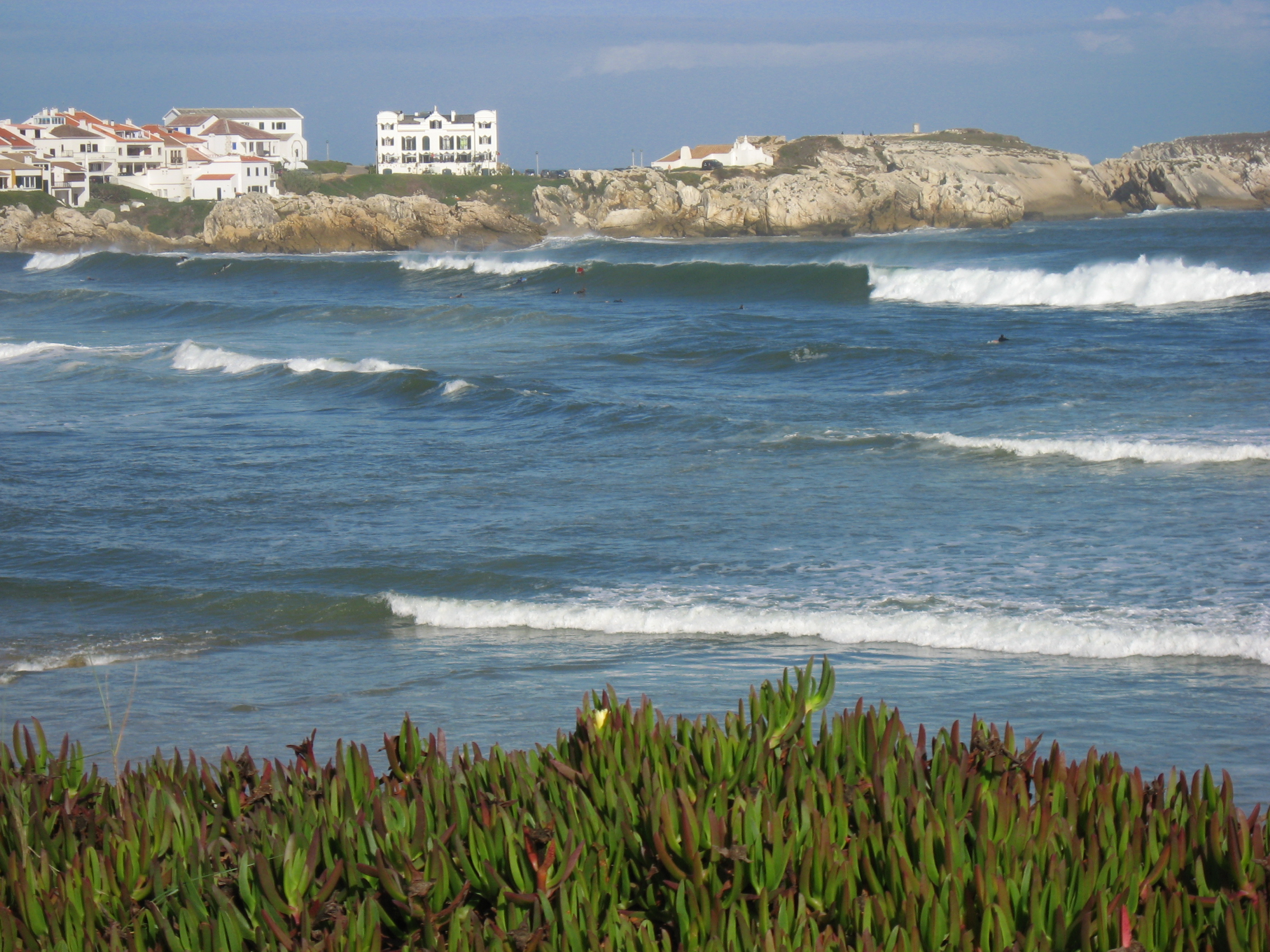
Playa de Baleal
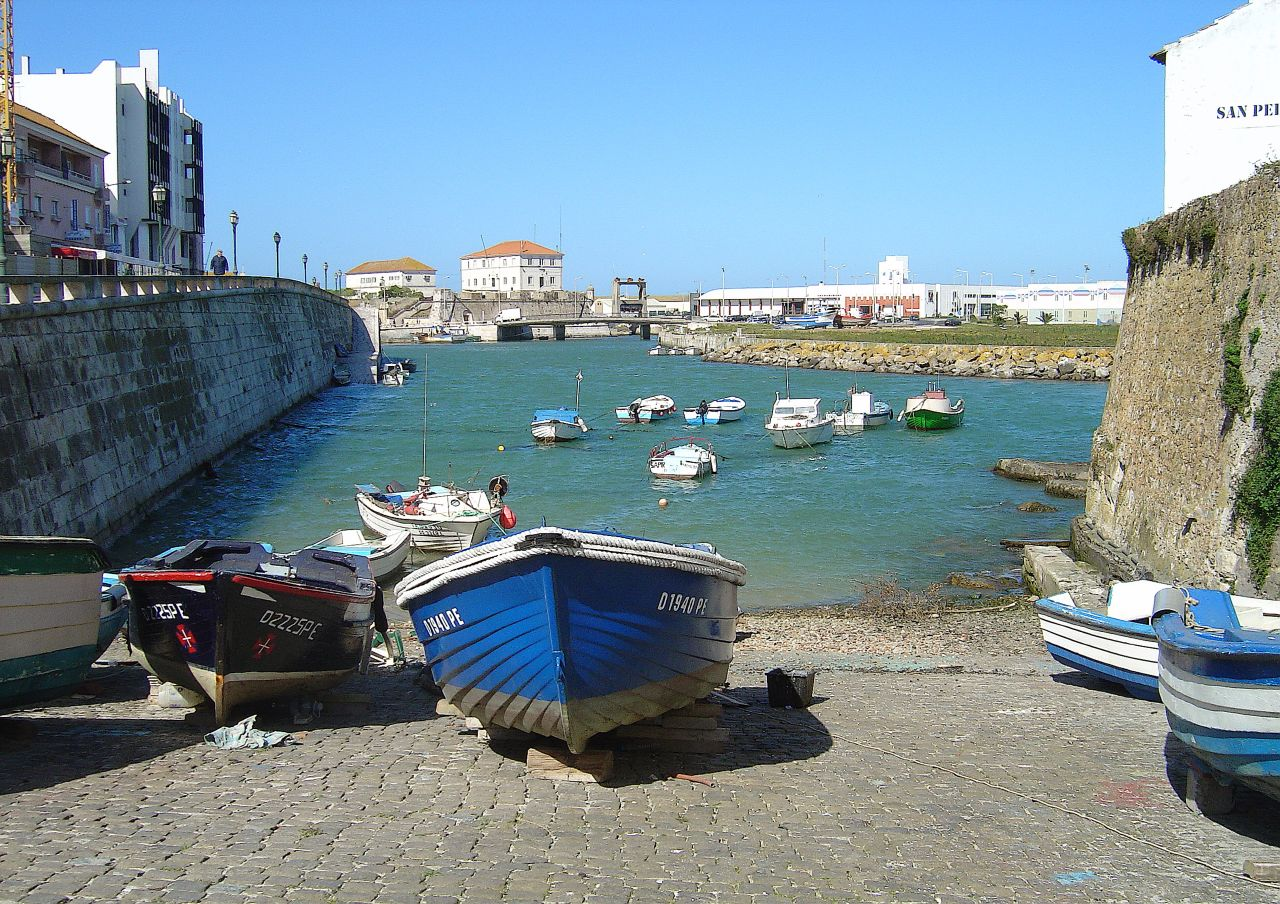
Dique de Peniche
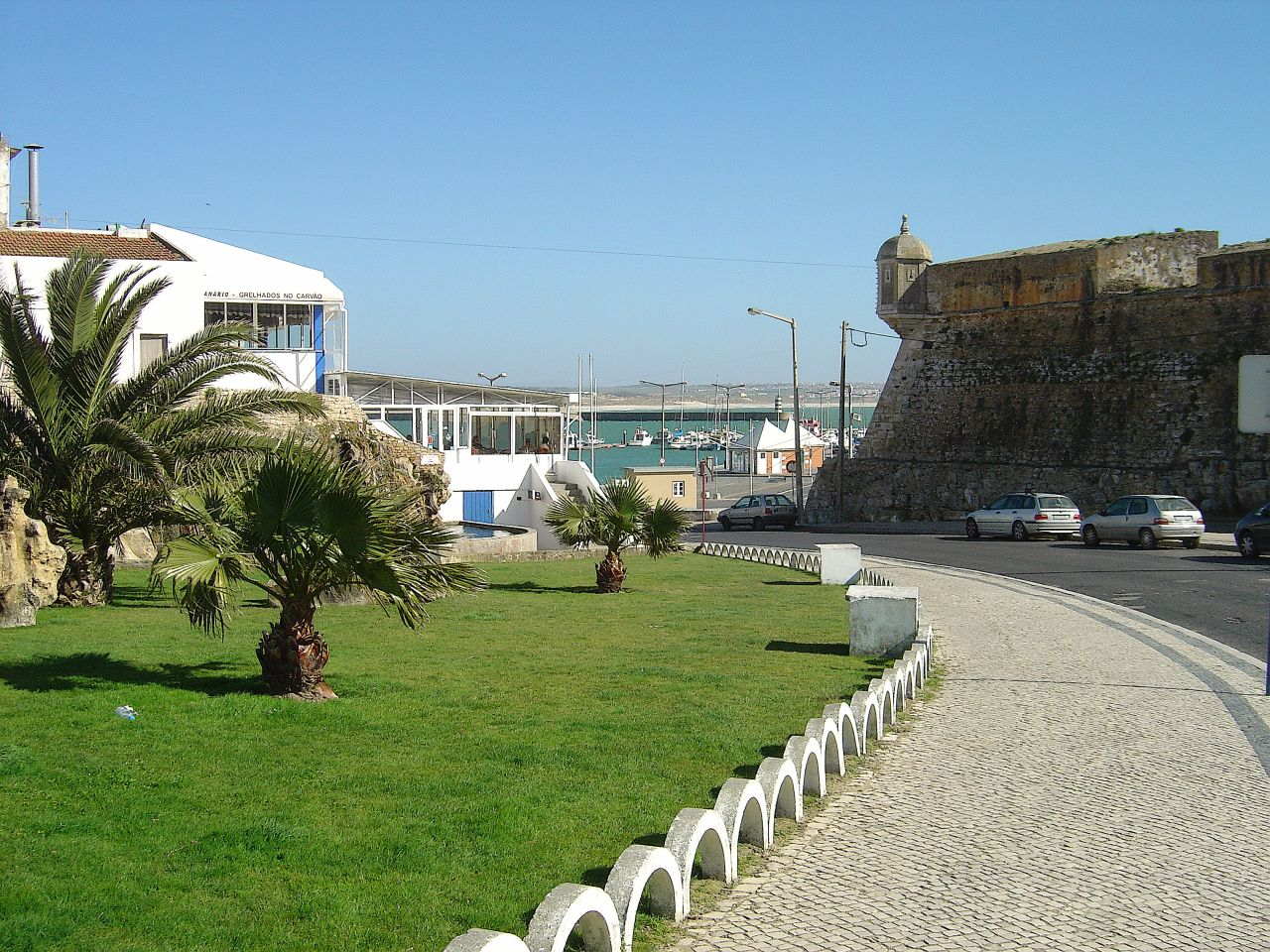
Jardín junto a la Fortaleza
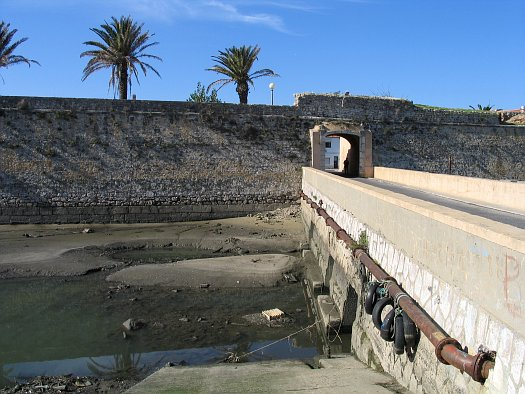
Muralla de Peniche (Puerta del Puente)
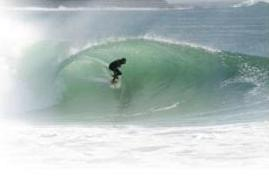
Playa de los Supertubos
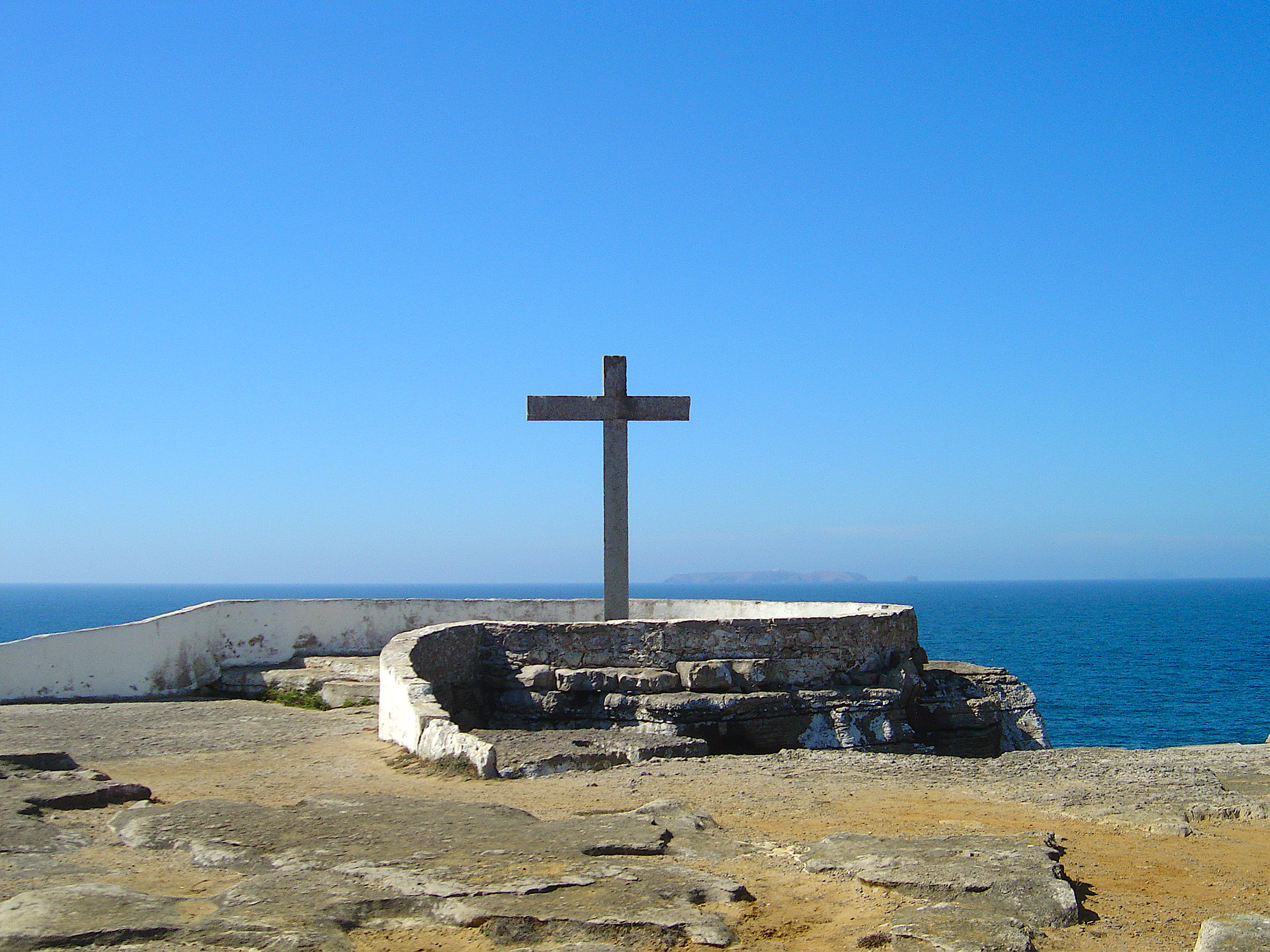
Cruz dos Remédios, al fondo las islas Berlengas
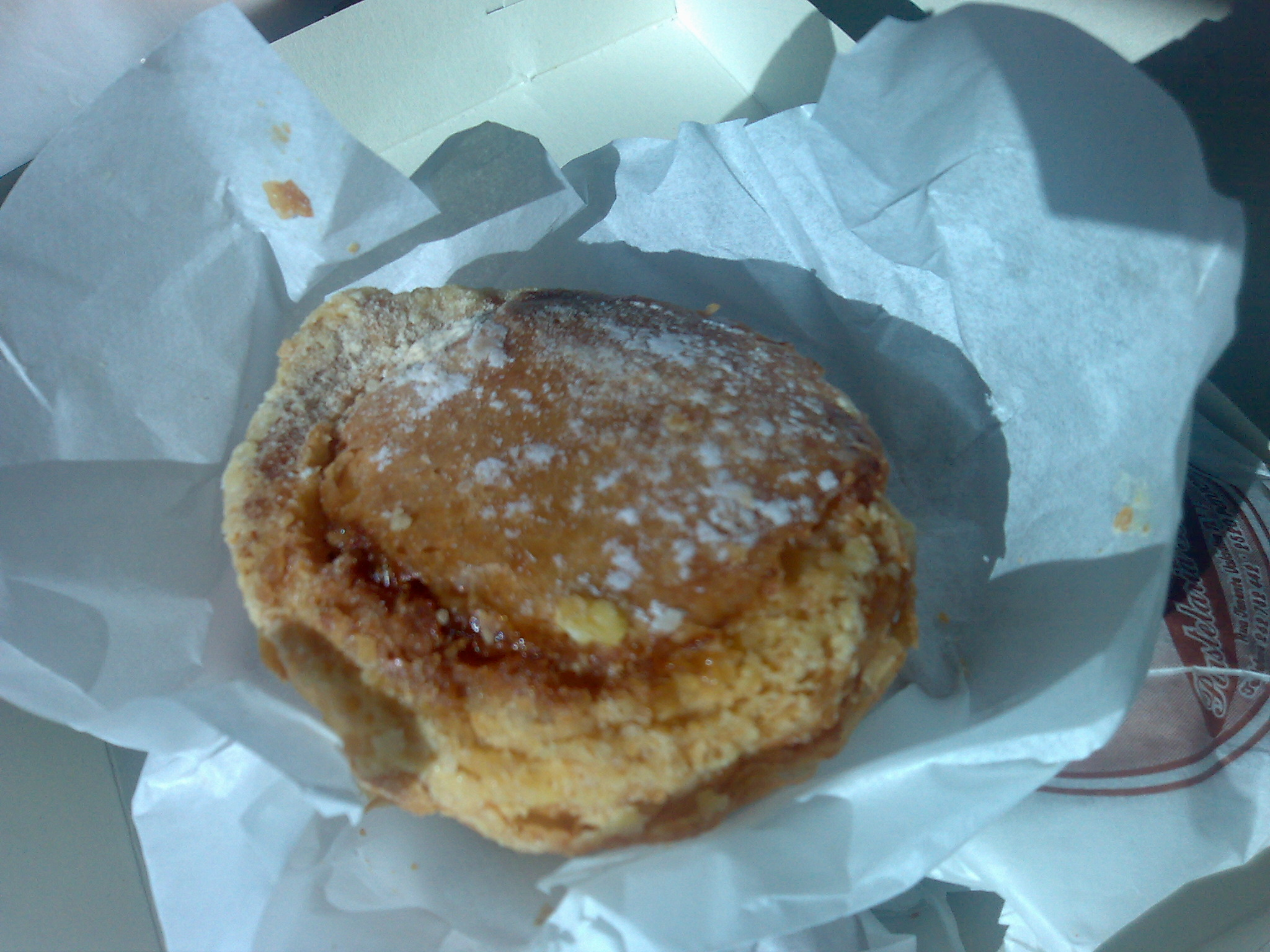
Amigo de Peniche, un pastel típico del municipio